# Sally Benson
Pour les articles homonymes, voir Benson.
Sally Benson est une scénariste américaine née le 3 septembre 1897 à Saint-Louis, Missouri (États-Unis), décédée le 19 juillet 1972 à Woodland Hills (États-Unis).

## Filmographie
- 1943 : L'Ombre d'un doute (Shadow of a Doubt)
- 1946 : Anna et le Roi de Siam (Anna and the king of Siam)
- 1949 : Les Quatre Filles du docteur March (Little Women)
- 1949 : Les Sœurs casse-cou (Come to the Stable)
- 1949 : Guet-apens (Conspirator)
- 1950 : Chaînes du destin (No Man of Her Own)
- 1953 : La Jolie Batelière (The Farmer Takes a Wife) d'Henry Levin
- 1963 : L'Été magique (Summer Magic)
- 1964 : L'Amour en quatrième vitesse (Viva Las Vegas)
- 1964 : Signpost to Murder
- 1965 : Joy in the Morning (en)
- 1966 : Dominique (The Singing Nun)
- 1966 : Meet Me in St. Louis (TV)